# Ayelech Worku
Ayelech Worku (* 12. Juni 1979 in der Region Arsi) ist eine äthiopische Langstreckenläuferin, die sich nach einer Karriere auf der Bahn nun dem Marathon zugewendet hat.
1995 wurde sie bei den Panafrikanische Spielen Zweite im 5000-Meter-Lauf. Bei den Weltmeisterschaften 1997 in Athen wurde sie über dieselbe Distanz Zwölfte.
Zwei Jahre später siegte sie bei den 5000 Meter der Panafrikanischen Spiele und wurde Dritte bei den Weltmeisterschaften 1999 in Sevilla.
Kurz vor den Olympischen Spielen 2000 stellte sie mit 14:41,23 min ihre 5000-Meter-Bestzeit auf. In Sydney verpasste sie knapp eine olympische Medaille und wurde in 14:42,67 min Vierte hinter Gabriela Szabo (ROM), Sonia O’Sullivan (IRL) und ihrer Landsfrau Gete Wami.
Im Jahr darauf gewann sie bei den Weltmeisterschaften 2001 in Edmonton erneut Bronze über 5000 Meter.	
Während das Debüt beim Amsterdam-Marathon 2006 mit einem fünften Platz in 2:31:11 h noch nicht ganz den Erwartungen entsprach, folgte 2007 eine Steigerung beim Hamburg-Marathon, den sie in 2:29:14 h gewann.